# Wasił Manczenko
Wasił Pawłow Manczenko (bułg. Васил Павлов Манченко; ur. 5 kwietnia 1931 w Grenoble, zm. 17 maja 2010 w Sofii) – bułgarski koszykarz, trener koszykarski i dziennikarz.

## Lata młodości
Manczenko urodził się 5 kwietnia 1931 w Grenoble w rodzinie ukraińskich emigrantów. Kilka lat później wraz z rodziną wyjechał do Bułgarii. Koszykówką zainteresował się w szkole średniej. W 1956 ukończył studia dziennikarskie na Uniwersytecie Sofijskim.

## Kariera klubowa
Większość kariery spędził w CSKA Sofia, gdzie grał do 1955. Zdobył z tym klubem dwa tytuły mistrza Bułgarii (1949 i 1951) oraz dwa puchary kraju (1953 i 1955). Karierę zakończył w Spartaku Sofia, z którym został mistrzem kraju w 1956.

## Kariera reprezentacyjna
W latach 50. był zawodnikiem reprezentacji Bułgarii. W jej składzie dwukrotnie wystartował na igrzyskach olimpijskich: w 1952 i 1956. W Helsinkach zdobył 13 punktów w 7 meczach, a w Melbourne – 1 punkt w 8 spotkaniach. Ponadto wraz z kadrą zajął 9. miejsce na mistrzostwach Europy w 1953 i 4. na ME 1955.

## Losy po zakończeniu kariery
Po zakończeniu kariery trenował przez krótki czas kilka drużyn w Bułgarii i Syrii, a następnie przez 34 lata pracował jako komentator i dziennikarz sportowy. Początkowo pisał w trzech bułgarskich gazetach: „Fizkułtura i sport”, „Naroden sport” i „Narodna mładeż”, a w 1970 rozpoczął pracę w Bułgarskiej Telewizji Narodowej. Komentował głównie rozgrywki koszykarskie i siatkarskie oraz boks. W 1991 zakończył pracę w telewizji, jednakże dalej był związany ze sportem – był redaktorem dwóch gazet koszykarskich: „Basket Mania” i „Rap Basket” oraz organizował uliczne turnieje koszykarskie na terenie Bułgarii. Od 2001 walczył z deweloperami o ujawnienie informacji nt. budowy mieszkań przy ul. Cara Asena 95 w Sofii, trwającej w latach 1987-1999. Po nagłośnieniu sprawy wielokrotnie go szykanowano. Początkowo otrzymywał groźby telefoniczne. 25 października 2003 został napadnięty przez nieznanego sprawcę. Trzy dni później znalazł w skrzynce na listy zgniłą rybę oraz list, w którym grożono mu śmiercią. Następnie uszkodzono mu samochód, a potem okradziono dom w Kostinbrodzie. Każda z sytuacji została zbagatelizowana przez miejscową policję, która kazała mu jedynie kupić broń, przygotować się na takie sytuacje i w miarę możliwości nie chodzić samemu po ulicach.

## Śmierć i pogrzeb
Zmarł 17 maja 2010 w Sofii po krótkiej chorobie. Pogrzeb odbył się 20 maja 2010 w cerkwi Mądrości Bożej w Sofii.

## Życie prywatne
W 1963 poślubił tłumaczkę języka francuskiego Wenetę Georgiewą-Wenczeto, z którą miał dwóch synów i córkę. Metodi (ur. 1965) również pracuje jako dziennikarz sportowy, a także jest głównym producentem działu sportowego BNT, Paweł (ur. 1971) jest szefem służb celnych lotniska w Sofii, a córka Darina jest projektantką i wykładowcą na Nowym Uniwersytecie Bułgarskim. Syn Metodiego Wasił studiował ekonomię.

## Upamiętnienie
Od 2013 na cześć Manczenki w Sofii jest organizowany młodzieżowy turniej koszykarski.